# Myersina macrostoma
 Myersina macrostoma es una especie de peces de la familia de los Gobiidae en el orden de los Perciformes.

## Distribución geográfica
Se encuentra desde el Japón hasta Singapur y Australia.

## Observaciones
Es inofensivo para los humanos.